# Pulse (série télévisée)
Pour les articles homonymes, voir Pulse.
Production
Diffusion
Pulse est une série télévisée américaine, créée par Zoe Robyn et diffusée le 3 avril 2025 sur le service Netflix.

## Distribution
- Willa Fitzgerald (VF : Maïa Michaud) : Danielle « Danny » Simms
- Colin Woodell (VF : Marc Arnaud) : Xander Phillips
- Jessie T. Usher (VF : Grégory Lerigab) : Sam Elijah
- Justina Machado (VF : Annie Milon) : Natalia Cruz
- Jack Bannon (VF : Martin Faliu) : Tom Cole
- Daniela Nieves (VF : Alexia Papineschi) : Camila Perez
- Chelsea Muirhead (VF : Estelle Darazi) : Sophie Chan
- Jessy Yates (VF : Lou Viguier) : Harper Simms
- Santiago Segura (en) (VF : Simon Dartois) : Gabriel Moreno
- Néstor Carbonell (VF : Enrique Carballido) : Ruben Soriano
- Jessica Rothe (VF : Amaya Carreté) : Cass Himmelstein
- Arturo Del Puerto (en) (VF : Olivier Peissel) : Luis
- Ash Santos (en) (VF : Amélia Ewu) : Nia Washington
- J. R. Ramirez : Patrick Sanchez

 Source et légende : version française (VF) sur RS Doublage

## Production

### Développement
En février 2024, il a été annoncé que Netflix avait commandé une série à Pulse créée par Zoe Robyn, également de showrunner et producteur délégué aux côtés de Carlton Cuse. Bradley Gardner, Emma Forman et Michael Klick sont également producteurs exécutifs de la série, dont le tournage a débuté en mars 2024 à Albuquerque.
Justina Machado a été la première actrice du casting annoncé. En mars 2024, il a été annoncé que Willa Fitzgerald et Colin Woodell ont été choisis pour incarner les rôles principaux. Plus tard dans le mois, il a été annoncé que Jack Bannon, Jessie T. Usher, Daniela Nieves, Chelsea Muirhead et Jessy Yates rejoignent le casting.

### Fiche technique
Sauf indication contraire, les informations mentionnées dans cette section peuvent être confirmées par la base de données cinématographiques IMDb,  présente dans la section « Liens externes ».
- Titre original : Pulse
- Création et réalisation : Zoe Robyn, Carlton Cuse
- Scénario : Zoe Robyn, Carlton Cuse, Shepard Boucher, Ann Cherkis, Helen Childress, Fran Kuperberg, Johanna Lee et Joshua Troke
- Musique : Torin Borrowdale
- Casting : Victoria Thomas
- Direction artistique : Giovanna Anderson, Gregory G. Sandoval et Lorie Wallick
- Décors : Lori Mazuer et Orion Prophet
- Costumes : Audrey Fisher
- Photographie : Marc Laliberté, Ramsey Nickell et Checco Varese
- Montage : Luyen Vu, Colin Rich et JoAnne Yarrow
- Production exécutif : Zoe Robyn, Carlton Cuse, Bradley Gardner, Emma Forman, Michael Klick et Kate Dennis
- Coproduction : Shepard Boucher, Ann Cherkis, Helen Childress, Johanna Lee, Joshua Troke et David Ticotin
- Sociétés de production : Letter Zed, Genre Arts, Busy B Entertainment, MGM Television
- Société de distribution : Netflix
- Pays de production :  États-Unis
- Langue originale : anglais
- Format : couleur
- Genre : Série médicale
- Durée : 45-53 minutes
- Date de première diffusion :
  - Monde : 3 avril 2025 (Netflix)

## Épisodes

### Première saison (2025)
Cette saison a été diffusée le 3 avril 2025 sur Netflix.
1. Abby (Abby)
2. Besoin d'espace (Alone Time)
3. Plus de courant (Power)
4. Faire entrer et sortir (Treat ‘Em and Street ‘Em)
5. Rien de personnel (Nothing Personal)
6. Retour au bercail (Homestead)
7. L'heure des choix (Choices)
8. Parenthèse (Retreat)
9. Fin d'une époque (The Last Shift)
10. Kennedy (Kennedy)